# Jawidowszczyzna (rejon solecznicki)
Jawidowszczyzna (lit. Jovydžiai) − wieś na Litwie, w gminie rejonowej Soleczniki, 5 km na północny wschód od Kamionki, zamieszkana przez 14 ludzi. Przed II wojną światową w Polsce, w powiecie wileńsko-trockim województwa wileńskiego.